# Metanephrops formosanus
Metanephrops formosanus är en kräftdjursart som beskrevs av Chan och Yu 1987. Metanephrops formosanus ingår i släktet Metanephrops och familjen humrar. IUCN kategoriserar arten globalt som otillräckligt studerad. Inga underarter finns listade i Catalogue of Life.